# Leopoldo Ibáñez Benavides
Leopoldo Andrés Ibáñez Benavides (Santiago, 25 de febrero de 1987) es un politólogo chileno, y se desempeñó como Delegado Presidencial Provincial en la provincia de Curicó.

## Primeros años de vida
Es hijo de Leopoldo Ibáñez González y de Selma Benavides Vargas. Estudió en el Instituto Hans Christian Andersen y el Instituto San Fernando de los Hermanos Maristas de la misma ciudad. Es politólogo titulado de la Universidad Diego Portales y cuenta con un diplomado en “Seguridad Internacional y Operaciones de Paz” de la Academia Nacional de Estudios Políticos y Estratégicos de Chile (ANEPE).

### Vida pública
Durante su trayectoria en el servicio público, se ha destacado por su trabajo en el Departamento de Administración Municipal en la comuna de Romeral y (previo a ser designado como delegado presidencial) trabajó en la Dirección Regional de FOSIS Maule como agente de desarrollo local en la provincia de Curicó, donde realizó un trabajo cercano a las comunidades y organizaciones territoriales y funcionales.
El presidente de la República, Sebastián Piñera, el 5 de octubre de 2021 lo designó como Delegado Presidencial Provincial en la provincia de Curicó.